# Art Hodes
Arthur W. Hodes (Oekraïne, 14 november 1904 – Harvey (Illinois), 4 maart 1993) was een Amerikaanse jazzpianist. Hij speelde met en maakte opnames met onder meer Louis Armstrong en Wild Bill Davison.
Hij begon zijn muziekcarrière in clubs in Chicago, waar hij onder meer speelde met Gene Krupa en Bud Freeman, maar kreeg pas bekendheid toen hij in 1938 naar New York ging. Hij speelde hier met mannen als Sidney Bechet en Mezz Mezzrow. Rond 1940 formeerde hij zijn eigen band, waarmee hij decennialang in en rond Chicago zou spelen. In de jaren veertig speelde hij op veel plaatopnames van traditionelere jazzmusici, maar hij maakte ook zelf opnames. Zo nam hij in 1944-1945 op voor  Blue Note Records. Eind jaren zestig had hij een televisieprogramma over jazz, waarin hij speelde met onder anderen Pee Wee Russell. Ook schreef hij voor muziekbladen ('Jazz Record' en 'Downbeat') en hoesteksten. Hij was muzikaal actief tot het einde van de jaren tachtig.
In 1998 werd hij opgenomen in de Big Band and Jazz Hall of Fame.

## Discografie (selectie)
- The Jazz Record Story (opnames 1943-1946), Jazzology
- The Best in Two Beats, Blue Note
- Dixieland Jubilee, Blue Note
- Art Hodes Hot Five (opnames 1945-1949), Blue Note
- Chicago Rhythm Kings (opnames 1940), Riverside
- Plain Old Blues, Emarcy
- Friar's Inn Revisited, Delmark
- Tribute to the Greats, Delmark
- Just the Two of Us, Muse
- Someone to watch Over me, Muse
- Art Hodes Jazz Trio, Jazzology

- Bibliothèque nationale de France: cb124389156 (data)
- Gemeinsame Normdatei: 119102366
- International Standard Name Identifier: 0000 0000 7361 061X
- Library of Congress Control Number: n82225122
- MusicBrainz: 913e5c9f-7ea0-44e3-a3cb-38a9962715ba
- Nationale Bibliotheek van Tsjechië: xx0146154
- Nationale Bibliotheek van Israël: 987007409558305171
- Nederlandse Thesaurus van Auteursnamen: 108586405
- SNAC: w6z05s6m
- Système universitaire de documentation: 161237983
- Virtual International Authority File: 5024194
- WorldCat: E39PBJtcKhWpTBjv4G9yQDCfbd